# Constance Zimmer

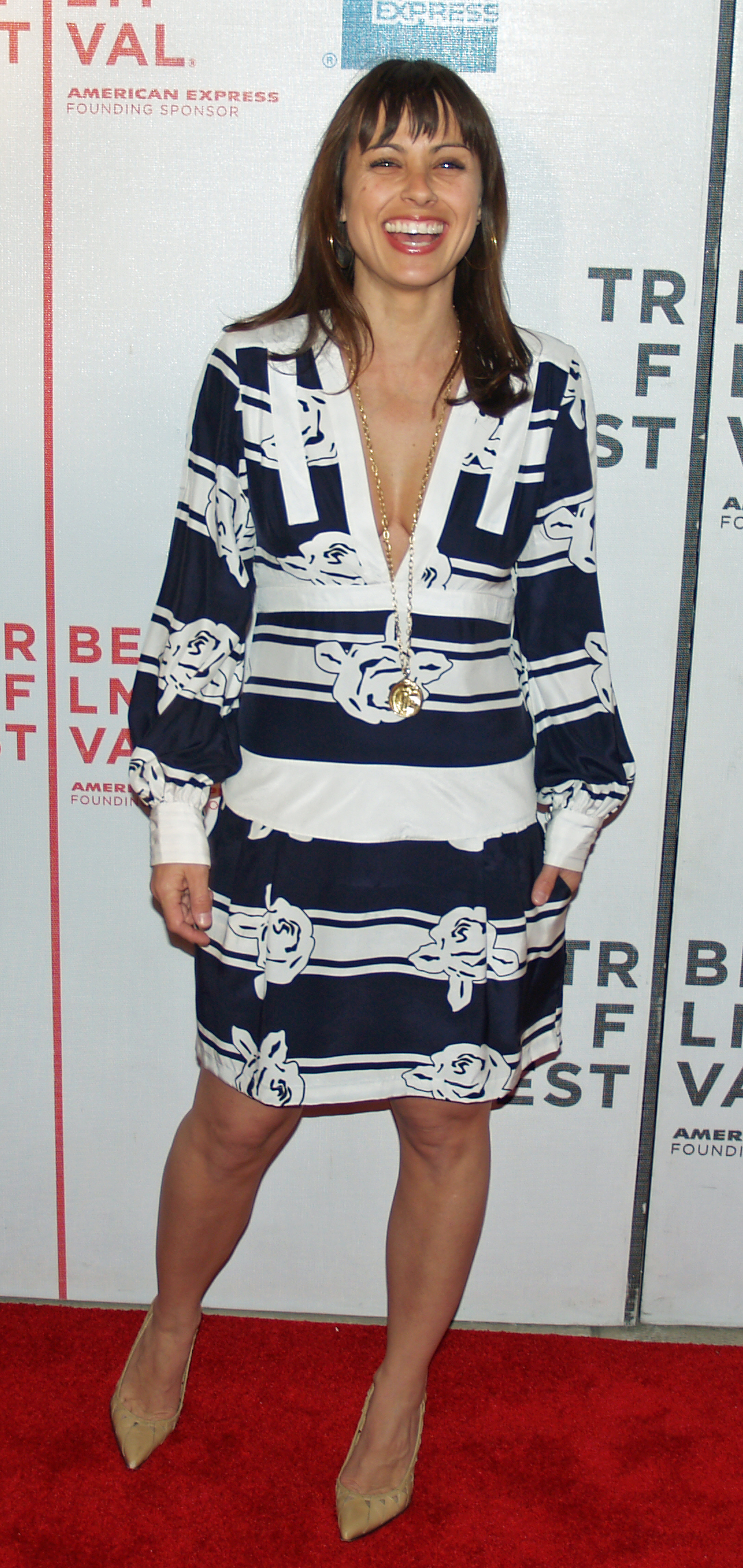
Constance Zimmer (2007)

Constance Zimmer (ur. 11 października 1970 w Seattle) – amerykańska aktorka, która grała m.in. w serialach UnReal, Agenci T.A.R.C.Z.Y. i House of Cards.

## Filmografia
- Autostrada strachu (Quicksilver Highway, 1997) jako pacjentka
- Unhappily Ever After (1997) jako LaVerne
- Zakręcony (Senseless, 1998) jako Zestfully Clean Woman
- Hang Time (1998) jako Lisa
- Diabli nadali (The King of Queens, 1998) jako Jenny
- Warm Blooded Killers (1999) jako Vicky Portenza
- Rude Awakening (2000) jako Sandi
- Spin Cycle (2000) jako Echo
- Żegnaj, kochanie (Farewell, My Love, 2001) jako Kyle
- Podejrzana (Home Room, 2002) jako asystent Kelly
- Dzień dobry, Miami (Good Morning, Miami, 2002-2004) jako Penny
- Homeward Bound (2002) jako Emily
- Tajemnicza kobieta (Mystery Woman, 2003) jako Cassie Thomas
- Lekcje gotowania (Cooking Lessons, 2004) jako Georgia
- Ekipa (Entourage[1], 2005–2011) jako Dana Gordon
- Just Pray (2005) jako Corley James
- Projekt dziecko (2006) jako Kelly
- 52 Fights  (2006)
- Skazani za niewinność (In Justice, 2006) jako Brianna
- AmericanEast (2008) jako American Safety Director
- Teoria chaosu (2008) jako Peg the Teacher
- Zdegradowani (2011) jako Elizabeth Holland
- Miłość w wielkim mieście (2011) jako Colleen Rouscher
- Mężczyźni w natarciu (2012) jako Mona
- Chirurdzy (2013) jako dr Alana Cahill
- Newsroom[1] (2013) jako Taylor Warren
- House of Cards[1] (2013–2018) jako Janine Skorsky
- Agenci T.A.R.C.Z.Y. (2015) jako Rosalind Price
- Ekipa (2015) jako Dana Gordon
- Efekty (2015) jako Mandy
- Run the Tide (2016) jako Lola
- UnReal[1] (2015–2018) jako Quinn King
- Wonder Woman: Więzy krwi (2019) jako Veronica Cale (głos)
- Shameless: Niepokorni[1] (2019–2020) jako Claudia Nicolo
- Trzy dni Kondora (2020) jako Robin Larkin
- The Shadow Diaries (2020) jako Marilyn Rose
- Good Trouble[1] (2021-2022) jako Kathleen Gale
- Big Sky[1] (2022) jako Alicia Corrigan